# Wängle
Wängle é um município da Áustria, situado no distrito de Reutte, no estado do Tirol. Tem 9,33 km² de área e sua população em 2019 foi estimada em 942 habitantes.